# Cumbre de Jonotal
Cumbre de Jonotal är en ort i Mexiko.   Den ligger i kommunen Miahuatlán och delstaten Veracruz, i den sydöstra delen av landet, 240 km öster om huvudstaden Mexico City. Cumbre de Jonotal ligger 1 949 meter över havet och antalet invånare är 276.
Terrängen runt Cumbre de Jonotal är kuperad åt sydost, men åt nordväst är den bergig. Runt Cumbre de Jonotal är det tätbefolkat, med 511 invånare per kvadratkilometer. Närmaste större samhälle är Banderilla, 17,2 km söder om Cumbre de Jonotal. Omgivningarna runt Cumbre de Jonotal är en mosaik av jordbruksmark och naturlig växtlighet.